# H.M. Horkheimer
H.M. Horkheimer, nato Herbert M. Horkheimer (Wheeling, 9 luglio 1882 – Hollywood, 27 aprile 1962), è stato un produttore cinematografico e regista statunitense del cinema muto.
Nato nel 1882 nel West Virginia, fu fondatore insieme al fratello maggiore E.D. Horkheimer (1881-1966) della Balboa Amusement Producing Company. Entrambi i fratelli usarono sempre le sole iniziali al posto del nome di battesimo. La compagnia, che aveva la sua sede in California, a Long Beach, chiuse i battenti nel 1918.
H.M. Horkheimer produsse nella sua carriera 176 film ma fu anche saltuariamente regista (diresse cinque pellicole) e sceneggiatore con un solo titolo.
Herbert morì all'età di 79 anni il 27 aprile 1962 a Hollywood.

## Filmografia

### Regista
- Who Pays?, co-regia Harry Harvey e Henry King - serial (1915)
- The Price of Fame - cortometraggio (1915)
- The Sand Lark, co-regia E.D. Horkheimer - cortometraggio (1916)
- Faith's Reward
- The Power of Evil, co-regia di E.D. Horkheimer (1916)

### Sceneggiatore
- The Stolen Play, regia di Harry Harvey (1917)